# Зюзіно (Шарканський район)
Зю́зіно (рос. Зюзино) — село у складі Шарканського району Удмуртії, Росія.

## Населення
Населення — 504 особи (2010; 592 у 2002).
Національний склад станом на 2002:
- удмурти — 93 %

## Урбаноніми[3]
- вулиці — 1 травня, Зарічна, Корольова, Механізаторів, Миру, Молодіжна, Нова, Радянська, Удмуртська, Шкільна